# 黄国滨
黄国滨（？—），男，中國企業高管，曾在中金公司工作11年。2015年从高盛加入摩根大通，擔任摩根大通全球投资银行中国区主管、董事总经理。2022年4月卸任摩根大通证券（中国）有限公司首席执行官，之後擔任摩根大通证券（中国）有限公司高级顾问。